# Viandier

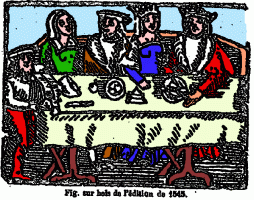
Viandier de Taillevent edición XIVe S.

Le Viandier es un libro de cocina escrito por Guillaume Tirel (1326 - 1395), alias Taillevent (a veces es conocido como Le viandier de Taillevent). La fecha exacta de la composición del libro es desconocida, alrededor del 1340 - 1390 (siglo XIV). La más antigua versión que ha llegado en la actualidad a nosotros data del siglo XV. Es junto con el Llibre de Sent Soví y el Ménagier de Paris la obra de referencia para la cocina de la Edad Media.

## La obra
El libro es una obra importante de la gastronomía. Se trata de un estudio realizado cuando la cocina europea comenzaba a apartarse de las tradiciones galo-romanas. Antes de Taillevent, los chefs no tenían como guías de cocina nada más que raras copias manuscritas del De re coquinaria, a menudo mutiladas y corruptas del libro de Marco Gavio Apicio. Un siglo tras su muerte, la imprenta de libros se encargaría de extender la obra de Taillevent. La cocina pretende convertirse en una ciencia, con sus normas y sus leyes. El libro de Taillevent es rico en la descripción de condimentos y abundante en explicaciones, además cuenta relatos de los cantares de gesta y de las novelas de caballerías de la Edad Media. Varios capítulos se refieren a la elaboración del vino y del medieval verjus. 
Existen cuatro versiones mayores del libro, cada una diferente aunque con similitudes que hacen pensar a los investigadores las procedencias. La más antigua, publicada en 1395 por la Biblioteca Nacional en París. Algo más tarde se expandió por una traducción encontrada en un manuscrito del Vaticano, que es la más conocida en la actualidad debido a una reimpresión en 1892 por Jérôme Pichon y Georges Vicaire. Existe una copia alterada del manuscrito en la Biblioteca Mazarino en París.

## Publicaciones
- Le Viandier... publié sur le manuscrit de la Bibliothèque Nationale, avec les variantes des Mss. de la Biblioteca Mazarino... precede de una introducción y está compañada de notas del barón Jérôme Pichon y Georges Vicaire. Paris, Techener, 1892 ; 2 volúmenes